# Liste der Biografien/Leim
Liste der Biografien |
Portal Biografien |
Personensuche
# |
A |
B |
C |
D |
E |
F |
G |
H |
I |
J |
K |
L |
M |
N |
O |
P |
Q |
R |
S |
T |
U |
V |
W |
X |
Y |
Z |
?
 
La |
Lb |
Lc |
Le |
Lg |
Lh |
Li |
Lj |
Ll |
Lm |
Lo |
Lp |
Lt |
Lu |
Lv |
Lw |
Lx |
Ly |
Lz
 
Lea |
Leb |
Lec |
Led |
Lee |
Lef |
Leg |
Leh |
Lei |
Lej |
Lek |
Lel |
Lem |
Len |
Leo |
Lep |
Leq |
Ler |
Les |
Let |
Leu |
Lev |
Lew |
Lex |
Ley |
Lez
 
Leia |
Leib |
Leic |
Leid |
Leie |
Leif |
Leig |
Leih |
Leij |
Leik |
Leil |
Leim |
Lein |
Leip |
Leir |
Leis |
Leit |
Leiu |
Leiv |
Leiw |
Leix |
Leiz
Die Liste der Biografien führt alle Personen auf, die in der deutschsprachigen Wikipedia einen Artikel haben. Dieses ist eine Teilliste mit 44 Einträgen von Personen, deren Namen mit den Buchstaben „Leim“ beginnt.

## Leim
- Leim, Christof (* 1974), deutscher Gitarrist und JournalistChristof Leim (* 1974)

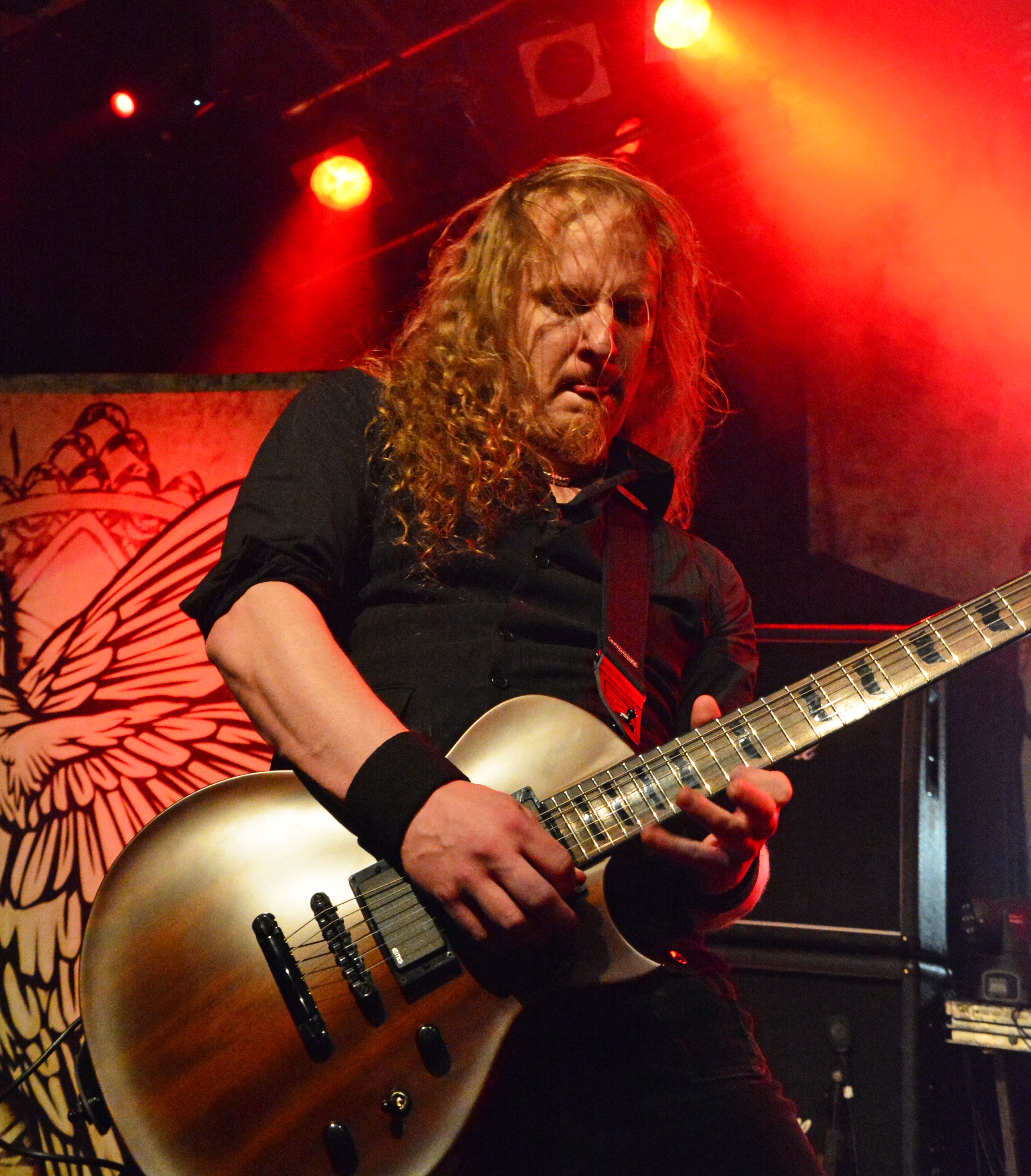
Christof Leim (* 1974)

### Leima
- Leiman, Anna Aloisowna (1912–1972), sowjetische Architektin
- Leimann, Jaak (* 1941), estnischer Wirtschaftsexperte und Politiker

### Leimb
- Leimbach, Andreas (* 1959), deutscher Finanzierungsexperte
- Leimbach, Björn Thorsten (* 1964), deutscher Therapeut und Autor
- Leimbach, Fritz (* 1918), deutscher Kaufmann, Betriebsleiter und Politiker (LDPD), MdV
- Leimbach, Karl Ludwig (1844–1905), deutscher Historiker, Gymnasiallehrer, Theologe und Literaturhistoriker, Schuldirektor und Provinzialschulrat
- Leimbach, Karl Nikolaus (1854–1921), sächsischer Generalmajor
- Leimbach, Martin (* 1957), deutscher Fernsehmoderator
- Leimbach, Robert (1876–1914), deutscher Chemiker
- Leimbach, Thomas (* 1960), deutscher Verwaltungsbeamter und Politiker (CDU), MdL
- Leimbacher, Joseph-Fidel (1813–1864), Schweizer Architekt
- Leimberg, Ingeborg (1926–2018), deutsche Anglistin
- Leimböck, Ernst (1931–1987), österreichischer Kaufmann und Politiker (ÖVP), Abgeordneter zum Nationalrat

### Leimd
- Leimdörfer, Emil (1879–1949), deutsch-österreichischer jüdischer Journalist

### Leime
- Leime, Heikki (* 1962), finnischer Eishockeytrainer und -spieler
- Leimeister, Hans (1875–1946), deutscher Bibliothekar
- Leimeister, Hartmut (* 1957), deutscher Koch
- Leimeister, Jan Marco (* 1974), deutscher Wirtschaftsinformatiker
- Leimenstoll, Vanessa (* 2001), deutsche Fußballspielerin
- Leimer, Fabio (* 1989), Schweizer Automobilrennfahrer
- Leimer, Hannelore (* 1938), deutsche Unternehmerin
- Leimer, Karl (1858–1944), deutscher Musikpädagoge und Pianist
- Leimer, Karl (1882–1942), Generalstaatsanwalt beim Oberlandesgericht München
- Leimer, Kurt (1920–1974), deutscher Pianist, Komponist und Klavierpädagoge
- Leimer, Sonia (* 1977), italienische Installationskünstlerin
- Leimert, Dirck (* 1941), deutscher Jurist, ehemaliger Richter am Bundesgerichtshof
- Leimert, Volkmar (* 1940), deutscher Komponist und Musikdramaturg
- Leimeter, Csaba (* 1994), ungarischer Handballspieler
- Leimeter, Dóra (* 1996), ungarische Wasserballspielerin

### Leimg
- Leimgardt, Christian Joseph Philipp († 1829), deutscher Politiker, Bürgermeister von Essen
- Leimgruber, Irène, Schweizer Basketballspielerin
- Leimgruber, Manuela (* 1971), Schweizer Diplomatin
- Leimgruber, Oskar (1886–1976), Schweizer Bundeskanzler
- Leimgruber, Stephan (* 1948), Schweizer katholischer Theologe
- Leimgruber, Urs (* 1952), Schweizer Jazz- und Improvisationsmusiker
- Leimgruber, Ute (* 1974), deutsche römisch-katholische Theologin und Hochschullehrerin
- Leimgruber, Walter (* 1959), Schweizer Kulturwissenschaftler, Historiker und Ausstellungsmacher
- Leimgruber, Werner (1934–2025), Schweizer Fussballspieler

### Leimh
- Leimhofer, Sebastian (* 1998), österreichischer Fußballspieler

### Leimk
- Leimkugel, Erich (1877–1947), deutscher Apotheker, Freiballonfahrer und Politiker
- Leimkuhler, Ferdinand F. (* 1928), US-amerikanischer Informationswissenschaftler

### Leims
- Leimstoll, Günther (1922–2000), deutscher Bandleader, Gitarrist, Komponist und Arrangeur

### Leimu
- Leimus, Ivar (* 1953), estnischer Numismatiker und Historiker